# Мануель дель Патрісіо Родрігес Ґарсія
Мануе́ль дель Патрі́сіо Родрі́гес Ґарсі́я ісп. Manuel del Patricio Rodriges García; нар. 17 березня 1805, Мадрид, Іспанія — пом. 1 липня 1906, Лондон, Велика Британія) — іспанський співак (бас і баритон), вокальний педагог, син Мануеля дель Пополо Вісенте Ґарсії.

## Біографія
Дебютував як оперний співак у партії Фігаро в «Севільському цирульнику» Дж. Россіні у 1825 році в «Парк-театрі», що в Нью-Йорку. Прославився виконанням цієї ролі під час гастрольної поїздки з батьком містами США у 1825–1827 рр. і в Мехіко. Педагогічну діяльність розпочав у Парижі, в лоні вокальної школи свого батька. У 1842—1850 рр. викладав сольний спів у Паризькій консерваторії, а в 1848—1895 рр. у Королівській музичній академії Лондона.
Написав кілька важливих методичних робіт: «Записки про людський голос» (1840), «Повне керівництво з мистецтва співу» (1847). Мануель Ґарсія працював також у царині вивчення фізіології людського голосу. За винахід ларингоскопа у 1855 р. був удостоєний ступеня доктора медицини Кенігсберзького університету.
Педагогічні принципи М. Ґарсії значно вплинули на розвиток вокального мистецтва ХІХ ст., набувши поширення також через його численних учнів, серед яких найвідоміші співачки Є. Лінд, Е. Фреццоліні, М. Маркезі, Р. Ніссен-Саломан, співаки Ю. Штокгаузен, К. Еверарді.